# Trophée des champions 2021
L'édition 2021 du Trophée des champions est la 45e édition du Trophée des champions et se déroule le 1er août 2021 au stade Bloomfield de Tel Aviv, en Israël.
Le match oppose le LOSC Lille, vainqueur du Championnat de France 2020-2021 au Paris Saint-Germain vainqueur de la Coupe de France 2020-2021.
La compétition est remportée par le LOSC, qui s'impose face au PSG par 1 but à 0 grâce à un but du Portugais Xeka, qui est élu homme du match.

## Match

### Feuille de match
Les règles du match sont les suivantes : la durée de la rencontre est de 90 minutes, puis, en cas de match nul, les deux équipes se départageront directement lors d'une séance de tirs au but.
| LOSC Lille ·       |                  |     |
| Titulaires :       |                  |     |
|                    |                  |     |
| 30                 | Léo Jardim       |     |
| 03                 | Tiago Djaló      |     |
| 06                 | José Fonte       |     |
| 04                 | Sven Botman      |     |
| 28                 | Reinildo Mandava |     |
| 11                 | Luiz Araújo      | 85e |
| 21                 | Benjamin André   |     |
| 08                 | Xeka             | 79e |
| 07                 | Jonathan Bamba   | 85e |
| 09                 | Jonathan David   | 76e |
| 17                 | Burak Yılmaz     |     |
|                    |                  |     |
| Remplaçants :      |                  |     |
| 40                 | Jules Raux       |     |
| 26                 | Jérémy Pied      |     |
| 27                 | Cheikh Niasse    |     |
| 29                 | Domagoj Bradarić | 85e |
| 10                 | Jonathan Ikoné   | 85e |
| 12                 | Yusuf Yazıcı     | 79e |
| 35                 | Angel Gomes      |     |
| 19                 | Isaac Lihadji    |     |
| 22                 | Timothy Weah     | 76e |
|                    |                  |     |
| Entraîneur :       |                  |     |
| Jocelyn Gourvennec |                  |     |

| Paris Saint-Germain · |                         |     |
| Titulaires :          |                         |     |
|                       |                         |     |
| 01                    | Keylor Navas            |     |
| 02                    | Achraf Hakimi           |     |
| 24                    | Thilo Kehrer            |     |
| 03                    | Presnel Kimpembe        | 81e |
| 22                    | Abdou Diallo            |     |
| 21                    | Ander Herrera           |     |
| 15                    | Danilo Pereira          |     |
| 36                    | Eric Junior Dina-Ebimbe | 71e |
| 23                    | Julian Draxler          |     |
| 09                    | Mauro Icardi            |     |
| 29                    | Arnaud Kalimuendo       | 81e |
|                       |                         |     |
| Remplaçants :         |                         |     |
| 30                    | Alexandre Letellier     |     |
| 20                    | Layvin Kurzawa          | 81e |
| 31                    | El Chadaille Bitshiabu  |     |
| 18                    | Georginio Wijnaldum     | 71e |
| 33                    | Nathan Bitumazala       |     |
| 34                    | Xavi Simons             |     |
| 35                    | Ismaël Gharbi           | 81e |
| 38                    | Edouard Michut          |     |
| 39                    | Kenny Nagera            |     |
|                       |                         |     |
| Entraîneur :          |                         |     |
| Mauricio Pochettino   |                         |     |

| LOSC Lille ·       |                  |     |
| Titulaires :       |                  |     |
|                    |                  |     |
| 30                 | Léo Jardim       |     |
| 03                 | Tiago Djaló      |     |
| 06                 | José Fonte       |     |
| 04                 | Sven Botman      |     |
| 28                 | Reinildo Mandava |     |
| 11                 | Luiz Araújo      | 85e |
| 21                 | Benjamin André   |     |
| 08                 | Xeka             | 79e |
| 07                 | Jonathan Bamba   | 85e |
| 09                 | Jonathan David   | 76e |
| 17                 | Burak Yılmaz     |     |
|                    |                  |     |
| Remplaçants :      |                  |     |
| 40                 | Jules Raux       |     |
| 26                 | Jérémy Pied      |     |
| 27                 | Cheikh Niasse    |     |
| 29                 | Domagoj Bradarić | 85e |
| 10                 | Jonathan Ikoné   | 85e |
| 12                 | Yusuf Yazıcı     | 79e |
| 35                 | Angel Gomes      |     |
| 19                 | Isaac Lihadji    |     |
| 22                 | Timothy Weah     | 76e |
|                    |                  |     |
| Entraîneur :       |                  |     |
| Jocelyn Gourvennec |                  |     |

| Paris Saint-Germain · |                         |     |
| Titulaires :          |                         |     |
|                       |                         |     |
| 01                    | Keylor Navas            |     |
| 02                    | Achraf Hakimi           |     |
| 24                    | Thilo Kehrer            |     |
| 03                    | Presnel Kimpembe        | 81e |
| 22                    | Abdou Diallo            |     |
| 21                    | Ander Herrera           |     |
| 15                    | Danilo Pereira          |     |
| 36                    | Eric Junior Dina-Ebimbe | 71e |
| 23                    | Julian Draxler          |     |
| 09                    | Mauro Icardi            |     |
| 29                    | Arnaud Kalimuendo       | 81e |
|                       |                         |     |
| Remplaçants :         |                         |     |
| 30                    | Alexandre Letellier     |     |
| 20                    | Layvin Kurzawa          | 81e |
| 31                    | El Chadaille Bitshiabu  |     |
| 18                    | Georginio Wijnaldum     | 71e |
| 33                    | Nathan Bitumazala       |     |
| 34                    | Xavi Simons             |     |
| 35                    | Ismaël Gharbi           | 81e |
| 38                    | Edouard Michut          |     |
| 39                    | Kenny Nagera            |     |
|                       |                         |     |
| Entraîneur :          |                         |     |
| Mauricio Pochettino   |                         |     |